# 서회보
서회보(徐晦輔, 1849년 음력 7월 27일 ~ 1919년 양력 7월 27일)는 대한제국의 지방 관료 출신으로 일제 강점기에 조선총독부 중추원 부찬의를 지냈다. 본관은 대구이며, 서성의 8세손이다.

## 생애
대한제국에서 충청북도 영동군 군수를 거쳐 충주군 군수로 지내다가 1910년 한일 병합 조약 체결 후에도 계속하여 조선총독부 충주 군수로 장기간 근무했다. 1912년 일본 정부로부터 한국병합기념장을 받았다. 1917년에는 중추원 부찬의에 임명되어 2년 뒤 사망할 때까지 재직했다.
군수 재직 기간 중인 1916년 7월부터 1917년 초까지 약 6개월간 충청북도 지방토지조사위원회 임시위원을 지낸 바 있다. 지방토지조사위원회는 조선총독부의 토지조사 사업 과정에서 발생하는 분쟁을 심의하기 위한 분쟁지심사위원회의 자문 기구로서, 주로 분쟁지심사위원회의 자문 요청을 원안대로 통과시키는 역할을 했다.
2002년 민족정기를 세우는 국회의원모임이 발표한 친일파 708인 명단, 2008년 민족문제연구소에서 친일인명사전에 수록하기 위해 정리한 친일인명사전 수록예정자 명단, 2006년 친일반민족행위진상규명위원회가 조사 발표한 친일반민족행위 106인 명단에 모두 포함되었다.

## 같이 보기
- 조선총독부 중추원

## 참고 자료
- 친일반민족행위진상규명위원회 (2006년 12월). 〈서회보〉 (PDF). 《2006년도 조사보고서 II - 친일반민족행위결정이유서》. 서울. 344~346쪽. 발간등록번호 11-1560010-0000002-10. [깨진 링크(과거 내용 찾기)]